# (Everything I Do) I Do It for You
Singles de Bryan Adams
Only the Strong Survive Can't Stop This Thing We Started
(Everything I Do) I Do It for You est une chanson coécrite et interprétée par Bryan Adams. Elle figure sur son album Waking Up the Neighbours (1991) et sur la bande son du film Robin des Bois, prince des voleurs (1991).
Énorme succès international, elle resta plusieurs semaines numéro un dans plusieurs pays, d'Amérique du Nord, d'Océanie et d'Europe. Le single est resté à la première place 7 semaines aux États-Unis (du Hot 100), 9 semaines au Canada, 11 semaines en Australie et 18 semaines au Royaume-Uni, un record qui n'est toujours pas battu en 2024. La chanson a remporté un Grammy Award en 1992 et a été nommée pour un Oscar du cinéma. Elle a été reprise par de nombreux chanteurs comme Brandy. En 2004, elle est co-interprétée par LeAnn Rimes et le saxophoniste Kenny G sur l'opus At Last...The Duets Album de ce dernier.

## Classements et certifications
| Classement (1991)                      | Meilleure position |
| -------------------------------------- | ------------------ |
| Allemagne (Media Control AG)           | 1                  |
| Australie (ARIA)                       | 1                  |
| Autriche (Ö3 Austria Top 40)           | 1                  |
| Belgique (Flandre Ultratop 50 Singles) | 1                  |
| Belgique (Flandre VRT Top 30)          | 1                  |
| Canada (Adult Contemporary)            | 1                  |
| Canada (Top Singles)                   | 1                  |
| Espagne (AFYVE)                        | 1                  |
| États-Unis (Billboard Hot 100)         | 1                  |
| États-Unis (Cash Box)                  | 1                  |
| Europe (Eurochart Hot 100)             | 1                  |
| Finlande (Suomen virallinen lista)     | 1                  |
| France (SNEP)                          | 1                  |
| Irlande (IRMA)                         | 1                  |
| Italie (FIMI)                          | 2                  |
| Norvège (VG-lista)                     | 1                  |
| Nouvelle-Zélande (RMNZ)                | 1                  |
| Pays-Bas (Nederlandse Top 40)          | 1                  |
| Pays-Bas (Single Top 100)              | 1                  |
| Pologne (Classements Singles)          | 1                  |
| Royaume-Uni (UK Singles Chart)         | 1                  |
| Suède (Sverigetopplistan)              | 1                  |
| Suisse (Schweizer Hitparade)           | 1                  |

| Classement (1991)                      | Position |
| -------------------------------------- | -------- |
| Allemagne (Media Control AG)           | 2        |
| Australie (ARIA)                       | 1        |
| Autriche (Ö3 Austria Top 40)           | 2        |
| Belgique (Flandre Ultratop 50)         | 1        |
| Canada (100 Adult Contemporary Tracks) | 1        |
| États-Unis (Billboard Hot 100)         | 1        |
| États-Unis (Cash Box)                  | 1        |
| Italie (FIMI)                          | 9        |
| Pays-Bas (Nederlandse Top 40)          | 1        |
| Pays-Bas (Single Top 100)              | 1        |
| Royaume-Uni (UK Singles Chart)         | 1        |
| Suisse (Schweizer Hitparade)           | 3        |

| Classement (1990–1999)         | Position |
| ------------------------------ | -------- |
| Autriche (Ö3 Austria Top 40)   | 7        |
| États-Unis (Billboard Hot 100) | 37       |

| Classement                     | Position |
| ------------------------------ | -------- |
| Autriche (Ö3 Austria Top 40)   | 87       |
| États-Unis (Billboard Hot 100) | 16       |
| Norvège (VG-lista)             | 94       |
| Pays-Bas (Nederlandse Top 40)  | 74       |
| Royaume-Uni (UK Singles Chart) | 17       |

### Certifications
| Pays                    | Certification | Date               | Ventes    |
| ----------------------- | ------------- | ------------------ | --------- |
| Allemagne (BVMI)        | Platine       | 1991               | 500 000   |
| Australie (ARIA)        | 2 × Platine   | 1991               | 140 000   |
| Autriche (IFPI)         | Platine       | 13 janvier 1992    | 30 000    |
| Canada (CRIA)           | 2 × Platine   | 11 septembre 1991  | 200 000   |
| Danemark (IFPI Danmark) | Or            | 19 février 2019    | 45 000    |
| États-Unis (RIAA)       | 3 × Platine   | 12 septembre 1991  | 3 000 000 |
| France (SNEP)           | Or            | 1991               | 508 000   |
| Italie (FIMI)           | Or            | 2019               | 25 000    |
| Pays-Bas (NVPI)         | Platine       | 1991               | 100 000   |
| Royaume-Uni (BPI)       | 2 × Platine   | 1er septembre 1991 | 1 750 000 |
| Suède (IFPI)            | Platine       | 18 septembre 1991  | 40 000    |